# Olympische Sommerspiele 2024/Teilnehmer (Saudi-Arabien)
| Gelbes Symbol für Goldmedaillen mit stilisierten Olympischen Ringen | Graues Symbol für Silbermedaillen mit stilisierten Olympischen Ringen | Braundes Symbol für Bronzemedaillen mit stilisierten Olympischen Ringen |
| ------------------------------------------------------------------- | --------------------------------------------------------------------- | ----------------------------------------------------------------------- |
| —                                                                   | —                                                                     | —                                                                       |

Saudi-Arabien nahm an den Olympischen Spielen 2024 vom 26. Juli bis zum 11. August 2024 in Paris teil. Es war die insgesamt 13. Teilnahme an Olympischen Sommerspielen.

## Teilnehmer nach Sportarten

### Leichtathletik
Die Olympianormen des Weltverbandes konnte mit Mohamed Daouda Tolo ein saudischer Leichtathlet im Kugelstoßen erreichen.
Springen und Werfen
| Athleten              | Wettbewerb     | Qualifikation | Qualifikation | Finale        | Finale        | Rang |
| Athleten              | Wettbewerb     | Weite/Höhe    | Rang          | Weite/Höhe    | Rang          | Rang |
| --------------------- | -------------- | ------------- | ------------- | ------------- | ------------- | ---- |
| Männer                |                |               |               |               |               |      |
| Hussain Asim al-Hizam | Stabhochsprung | ogV           | ogV           | ausgeschieden | ausgeschieden | —    |
| Mohammed Tolo         | Kugelstoßen    | 20,65 m       | 15            | ausgeschieden | ausgeschieden | 15   |

### Reiten
Über das Qualifikationsevent der Gruppe F (Afrika und Mittlerer Osten) qualifizierte sich Saudi-Arabien für den Mannschaftswettbewerb im Springreiten. Somit waren auch im Einzelwettbewerb drei saudische Reiter startberechtigt.

#### Springreiten
| Athleten                                             | Wettbewerb | Strafpunkte   | Strafpunkte   | Strafpunkte   | Strafpunkte   | Strafpunkte   | Strafpunkte   | Rang |
| Athleten                                             | Wettbewerb | Einzelwertung | Einzelwertung | Einzelwertung | Nationenpreis | Nationenpreis | Nationenpreis | Rang |
| Athleten                                             | Wettbewerb | 1. Umlauf     | 2. Umlauf     | Stechen       | 1. Umlauf     | 2. Umlauf     | Stechen       | Rang |
| ---------------------------------------------------- | ---------- | ------------- | ------------- | ------------- | ------------- | ------------- | ------------- | ---- |
| Ramzy al-Duhami                                      | Einzel     | (0)           | (4)           | ausgeschieden | —             | —             | —             | 11   |
| Abdulrahman al-Rajhi                                 | Einzel     | (0)           | (6)           | ausgeschieden | —             | —             | —             | 13   |
| Khaled al-Mobty                                      | Einzel     | (8)           | ausgeschieden | ausgeschieden | —             | —             | —             | 46   |
| Ramzy al-Duhami Abdulrahman al-Rajhi Khaled al-Mobty | Mannschaft | —             | —             | —             | (28)          | ausgeschieden | ausgeschieden | 19   |

### Schwimmen
| Athleten        | Wettbewerb     | Vorlauf     | Vorlauf | Halbfinale    | Halbfinale    | Finale        | Finale        | Rang |
| Athleten        | Wettbewerb     | Zeit        | Rang    | Zeit          | Rang          | Zeit          | Rang          | Rang |
| --------------- | -------------- | ----------- | ------- | ------------- | ------------- | ------------- | ------------- | ---- |
| Frauen          |                |             |         |               |               |               |               |      |
| Mashael al-Ayed | 200 m Freistil | 2:19,61 min | 29      | ausgeschieden | ausgeschieden | ausgeschieden | ausgeschieden | 29   |
| Männer          |                |             |         |               |               |               |               |      |
| Zaid al-Sarraj  | 100 m Freistil | 51,21 s     | 53      | ausgeschieden | ausgeschieden | ausgeschieden | ausgeschieden | 53   |

### Taekwondo
Über das asiatische Qualifikationsturnier qualifizierte sich mit Dunya Abutaleb eine saudische Athletin im Fliegengewicht für die Olympischen Spiele.
| Athleten       | Wettbewerb       | 1. Runde | 1. Runde | Achtelfinale | Achtelfinale | Viertelfinale     | Viertelfinale | Halbfinale    | Halbfinale    | Hoffnungsrunde | Hoffnungsrunde | Finale / Platz 3 | Finale / Platz 3 | Rang |
| Athleten       | Wettbewerb       | Gegner   | Ergebnis | Gegner       | Ergebnis     | Gegner            | Ergebnis      | Gegner        | Ergebnis      | Gegner         | Ergebnis       | Gegner           | Ergebnis         | Rang |
| -------------- | ---------------- | -------- | -------- | ------------ | ------------ | ----------------- | ------------- | ------------- | ------------- | -------------- | -------------- | ---------------- | ---------------- | ---- |
| Frauen         |                  |          |          |              |              |                   |               |               |               |                |                |                  |                  |      |
| Dunya Abutaleb | Klasse bis 49 kg | —        | —        | A. Semberg   | 2:1          | P. Wongpattanakit | 0:2           | ausgeschieden | ausgeschieden | O. El-Bouchti  | 2:0            | M. Nematzadeh    | 0:2              | 5    |